# Олімпійська збірна Мексики з футболу
Олімпійська збірна Мексики з футболу (ісп. Selección de fútbol sub-23 de México o Selección Olímpica) — футбольна команда, яка представляє країну на Олімпійських та Панамериканських іграх. У заявку збірної можуть включатися гравці не старше 23 років, за винятком трьох футболістів, які можуть бути старші цього віку.
У 2012 році олімпійська збірна Мексики вперше в своїй історії виграла футбольний турнір на Олімпіаді в Лондоні.

## Статистика виступів
| Показники виступів на Олімпійських іграх | Показники виступів на Олімпійських іграх | Показники виступів на Олімпійських іграх | Показники виступів на Олімпійських іграх | Показники виступів на Олімпійських іграх | Показники виступів на Олімпійських іграх | Показники виступів на Олімпійських іграх | Показники виступів на Олімпійських іграх | Показники виступів на Олімпійських іграх | Показники виступів на Олімпійських іграх |
| Рік                                      | Тренер                                   | Раунд                                    | Місце                                    | М                                        | В                                        | Н                                        | П                                        | МОЗ                                      | МП                                       |
| ---------------------------------------- | ---------------------------------------- | ---------------------------------------- | ---------------------------------------- | ---------------------------------------- | ---------------------------------------- | ---------------------------------------- | ---------------------------------------- | ---------------------------------------- | ---------------------------------------- |
| 1992                                     | Оскар Іпаррагірре                        | Груповий етап                            | 10                                       | 3                                        | 0                                        | 3                                        | 0                                        | 3                                        | 3                                        |
| 1996                                     | Карлос де лос Кобос                      | 1/4                                      | 7                                        | 4                                        | 1                                        | 2                                        | 1                                        | 2                                        | 3                                        |
| 2000                                     | Не пройшли кваліфікацію                  | Не пройшли кваліфікацію                  | Не пройшли кваліфікацію                  | Не пройшли кваліфікацію                  | Не пройшли кваліфікацію                  | Не пройшли кваліфікацію                  | Не пройшли кваліфікацію                  | Не пройшли кваліфікацію                  | Не пройшли кваліфікацію                  |
| 2004                                     | Рікардо Лавольпе                         | Груповий етап                            | 10                                       | 3                                        | 1                                        | 1                                        | 1                                        | 3                                        | 3                                        |
| 2008                                     | Не пройшли кваліфікацію                  | Не пройшли кваліфікацію                  | Не пройшли кваліфікацію                  | Не пройшли кваліфікацію                  | Не пройшли кваліфікацію                  | Не пройшли кваліфікацію                  | Не пройшли кваліфікацію                  | Не пройшли кваліфікацію                  | Не пройшли кваліфікацію                  |
| 2012                                     | Хосе Родрігес                            | Золото                                   | 1                                        | 6                                        | 5                                        | 1                                        | 0                                        | 12                                       | 4                                        |
| 2016                                     | Рауль Гутьєррес                          | Груповий етап                            | 9                                        | 3                                        | 1                                        | 1                                        | 1                                        | 7                                        | 4                                        |
| 2020                                     | Хайме Лосано                             | Бронза                                   | 3                                        | 6                                        | 4                                        | 1                                        | 1                                        | 17                                       | 7                                        |
| Разом                                    | 6/8                                      | 6/8                                      | 2 медалі                                 | 25                                       | 12                                       | 9                                        | 4                                        | 44                                       | 24                                       |

## Нагороди

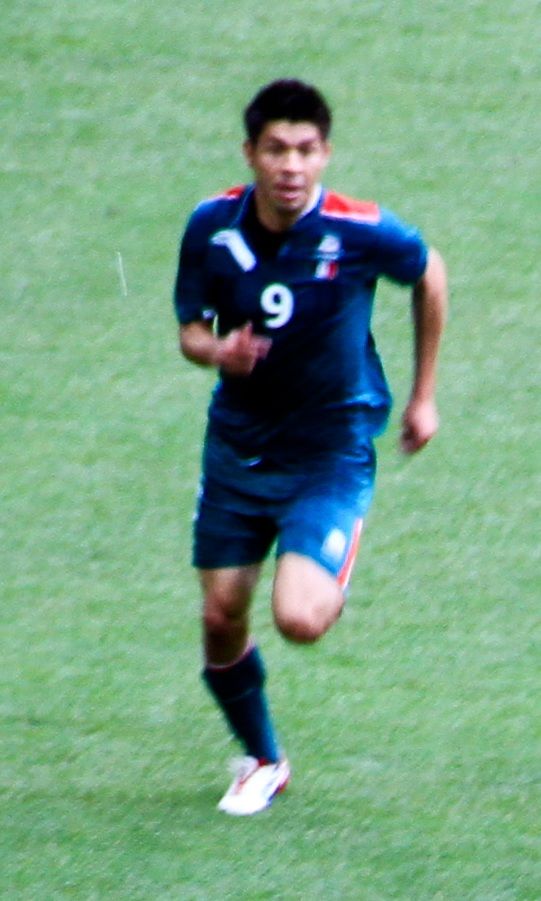
Найкращий бомбардир мексиканців на тріумфальних іграх в Лондоні — Орібе Перальта

Літні Олімпійські ігри
- Золота медаль — 2012
- Бронзова медаль — 2020

Панамериканські ігри
- Золота медаль — 1967, 1975, 1999, 2011
- Срібна медаль — 1955, 1975, 1991, 2015
- Бронзова медаль — 2003, 2007, 2019

Ігри Центральної Америки і Карибського басейну
- Золота медаль — 1935, 1938, 1959, 1966, 1990, 2014
- Срібна медаль — 1954, 1962, 1982, 1993, 1998, 2002
- Бронзова медаль — 1986

Відбірковий олімпійський турнір (КОНКАКАФ)
- Переможець — 1996, 2004, 2012, 2015

## Найбільшу кількість матчів і голів
| Позиція | Гравець             | Матчі | Період    |
| ------- | ------------------- | ----- | --------- |
| 1       | Хав'єр Акіно        | 21    | 2011-2012 |
| 2       | Гібран Лахуд        | 20    | 2013—     |
| 3       | Дієго Реєс          | 17    | 2011-2012 |
| 4       | Орібе Перальта      | 16    | 2011-2016 |
| 5       | Карлос Гусман       | 16    | 2014–2016 |
| 6       | Мігель Понсе        | 16    | 2011-2012 |
| 7       | Хорхе Енрікес       | 16    | 2011-2012 |
| 8       | Марко Фабіан        | 16    | 2011-2012 |
| 9       | Едгардо Марін       | 15    | 2014–2016 |
| 10      | Мартін Суньїга      | 15    | 2014–2016 |
| 11      | Хонатан Есперікуета | 15    | 2013–2016 |
| 12      | Дарвін Чавес        | 15    | 2011-2012 |
| 13      | Ірам М'єр           | 15    | 2011-2012 |

| Позиція | Гравець             | Голи | Період    |
| ------- | ------------------- | ---- | --------- |
| 1       | Марко Фабіан        | 15   | 2011-2012 |
| 2       | Орібе Перальта      | 11   | 2011-2016 |
| 3       | Ерік Торрес         | 7    | 2012—     |
| 4       | Алан Пулідо         | 6    | 2011-2012 |
| 5       | Мартін Суньїга      | 6    | 2014-2016 |
| 6       | Марко Буено         | 5    | 2013—     |
| 7       | Енріке Ескуеда      | 5    | 2007-2008 |
| 8       | Дієго Мартінес      | 5    | 2003-2004 |
| 9       | Рафаель Маркес Луго | 5    | 2003-2004 |